# Najwyższe dopuszczalne natężenie
Najwyższe dopuszczalne natężenie (NDN) – dopuszczalne natężenia fizycznego czynnika szkodliwego dla zdrowia, ustalone jako poziomy ekspozycji odpowiednio do właściwości poszczególnych czynników, których oddziaływanie na pracownika w okresie jego aktywności zawodowej nie powinno spowodować ujemnych zmian w jego stanie zdrowia oraz w stanie zdrowia jego przyszłych pokoleń. Definicja znajduje się w Rozporządzeniu Ministra Rodziny, Pracy i Polityki Społecznej z dnia 12 czerwca 2018 roku w sprawie najwyższych dopuszczalnych stężeń i natężeń czynników szkodliwych dla zdrowia w środowisku pracy.
Poziomy dopuszczalne dla czynników fizycznych określone zostały w załączniku nr 2 do powyższego rozporządzenia. Do czynników fizycznych, dla których określono najwyższe dopuszczalne natężenia, zalicza się:
- hałas oraz hałas ultradźwiękowy;
- drgania działające na organizm człowieka przez kończyny górne oraz drgania o ogólnym działaniu na organizm człowieka;
- mikroklimat gorący i zimny;
- promieniowanie optyczne – nielaserowe oraz laserowe;
- pole elektromagnetyczne.

Poziomy te służą między innymi do określania czasu pracy i narażenia pracownika na czynniki szkodliwe.